# 城東町 (徳島市)
城東町（じょうとうちょう）は、徳島県徳島市の町名。渭東地区に属している。城東町一丁目から城東町二丁目まで存在する。郵便番号は〒770-0862。
- 人口：1,803人（2025年1月。徳島市の調査より）
- 世帯数：979世帯（同上）

## 地理
徳島市の北東部、市街地の東部に位置し、吉野川下流デルタ地帯の一角をなす。昭和24年に埋立によって造形された文教地区、住宅地域であり、中央を南北に貫く市道の西側が一丁目、東側が二丁目と分かれる。

### 河川
- 住吉島川
- 沖洲川

## 歴史
元は住吉東町・安宅町であったが、昭和37年に現在の町名となった。昭和41年に住吉東町一丁目から二丁目の一部を編入し、当町の一部は住吉一丁目から六丁目となる。

## 施設
教育
- 徳島県立徳島商業高等学校
- 徳島中央自動車教習所

病院
- たおか内科医院
- 沖の洲病院

その他
- 徳島中央警察署城東交番

### かつて存在した施設
- 徳島県立保育専門学院
- 徳島県消防学校（北島町へ移転）
- 徳島市少年の家（現徳島児童ホーム）
- 自衛隊徳島地方協力本部

## 交通

### 道路
都道府県道
- 徳島県道29号徳島環状線

### バス
徳島バス・徳島市営バス
- 徳島商業高校前